# Get Over It (album)
Pour les articles homonymes, voir Get Over It.
Albums de Mr. Big
Live at Budokan
(1997) Actual Size
(2001)
Get Over It est le cinquième album studio du groupe de hard rock Mr. Big. Cet album est le premier avec Richie Kotzen, leur nouveau guitariste.

## Liste des titres
1. Electrified – 4:12
2. Static – 3:07
3. Hiding Place – 4:46
4. Superfantastic – 3:45
5. A Rose Alone – 3:52
6. Hole in the Sun – 3:46
7. How Does It Feel – 4:14
8. Try to Do Without It – 4:54
9. Dancin' with My Devils – 3:43
10. Mr. Never in a Million Years – 5:40
11. My New Religion – 3:20

Version asiatique (Atlantic Records AMCY-7080) adds
1. Water over the Bridge – 3:32

## Membres et production
- Eric Martin – Chant
- Richie Kotzen – Guitare
- Billy Sheehan – Guitare basse
- Pat Torpey – Batterie
- Mixeurs – Pat Regan
- Ingénieurs – Pat Regan